# Jerolldino Bergraaf
Jerolldino Bergraaf (5 juli 2006) is een Nederlands-Curaçaos voetballer die doorgaans speelt als aanvaller. In augustus 2024 debuteerde hij voor Excelsior.

## Clubcarrière
Bergraaf speelde in de jeugd van SV Charlois en in zijn elfde levensjaar werd hij opgenomen in de opleiding van Excelsior. Hier meldde hij zich aan het begin van het seizoen 2024/25 bij het eerste elftal. Zijn professionele debuut volgde op 9 augustus 2024. Op die dag kwam Excelsior door een doelpunt van Richie Omorowa op voorsprong bij TOP Oss, maar door treffers van Giovanni Korte, Abel Stensrud en Tijmen Wildeboer ging het duel met 3–1 verloren. Bergraaf moest van coach Ruben den Uil op de reservebank beginnen en hij kwam in de tweede helft binnen de lijnen als vervanger van Omorowa. Twintig dagen na zijn debuut tekende hij zijn eerste profcontract. Een dag later kwam hij voor het eerst tot scoren. Op bezoek bij ADO Den Haag hadden teamgenoten Omorowa, Noah Naujoks, Cedric Hatenboer en Mike van Duinen gescoord voor Bergraaf de uitslag bepaalde op 0–5.

## Clubstatistieken
| Seizoen | Club      | Competitie     | Competitie | Competitie | Beker | Beker | Internationaal | Internationaal | Totaal | Totaal |
| Seizoen | Club      | Competitie     | Wed.       | Dlp.       | Wed.  | Dlp.  | Wed.           | Dlp.           | Wed.   | Dlp.   |
| ------- | --------- | -------------- | ---------- | ---------- | ----- | ----- | -------------- | -------------- | ------ | ------ |
| 2024/25 | Excelsior | Eerste divisie | 23         | 3          | 3     | 1     | —              | —              | 26     | 4      |
| Totaal  | Totaal    | Totaal         | 23         | 3          | 3     | 1     | 0              | 0              | 26     | 4      |

Bijgewerkt op 9 april 2025.

## Privé
Bergraaf gebruikte eerst de achternaam van zijn moeder: Armantrading. Maar net voor het overlijden van zijn vader besloot hij diens achternaam te gaan gebruiken.